# モズレー準男爵
モズレー準男爵（英語: Mosley Baronetcy）は、イギリスの準男爵位。モズレー家は3回準男爵に叙されており、1期目はイングランド準男爵位、2期目と3期目はグレートブリテン準男爵位である。3期目の物が現存しているが、1980年以降は連合王国貴族爵位レイブンズデール男爵位と保持者を同じくしている。

## 歴史

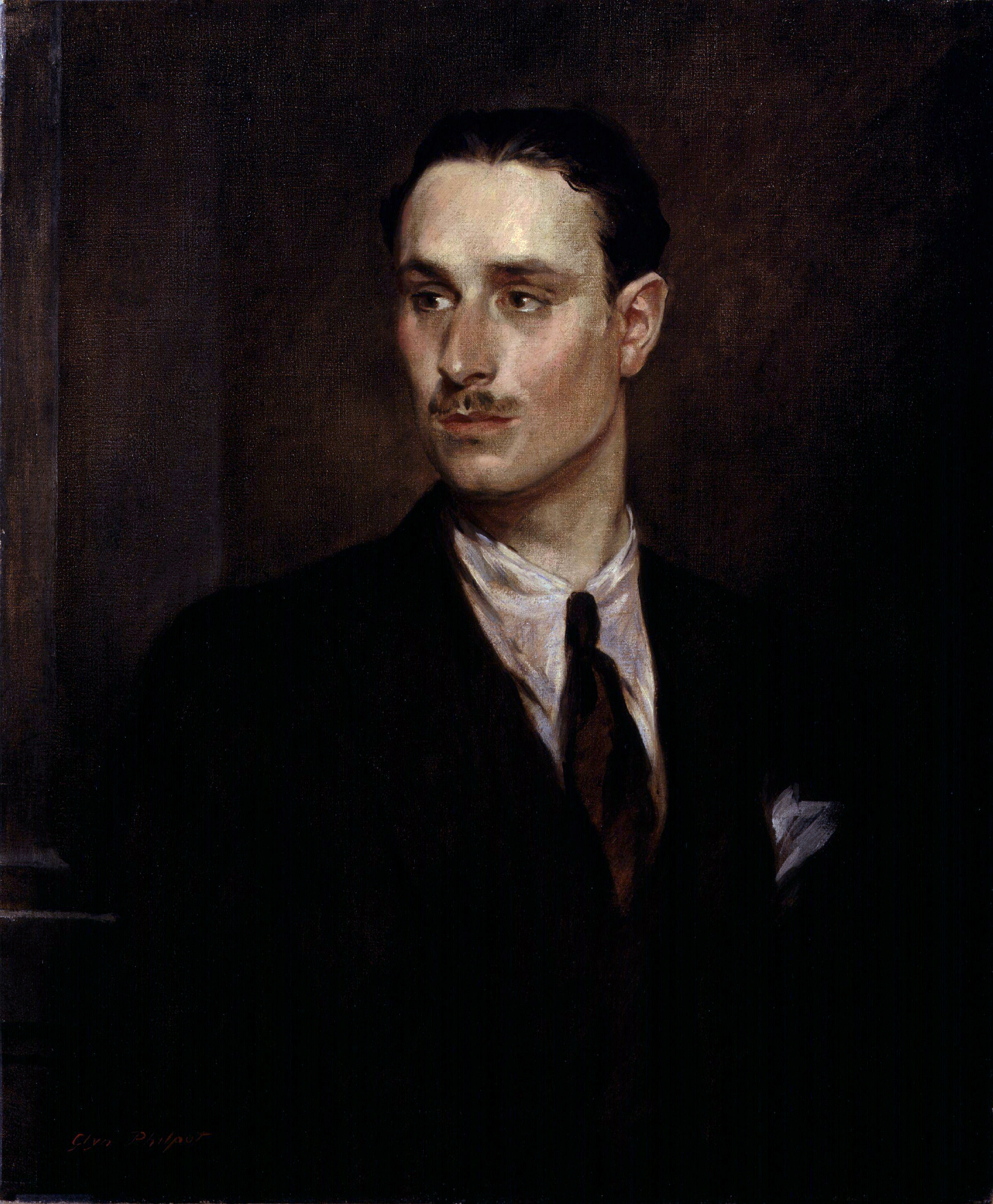
3期目の(アンコーツの)6代準男爵オズワルド・モズレー。イギリスファシスト連合の党首を務めた

モズレー家はスタッフォードシャー・ウルヴァーハンプトン近くのモズレー村に起源をもつ。ジョン王の時代にはアーノルド・ド・モズレー(Ernold de Moseley)という者が暮らしており、その次男からランカシャーの支族が生まれた。この支族で最初に言及されるのはエドワード4世治世下の1465年のジェンキン・モズレー(Jenkyn Moseley)である。
その後、ニコラス・モズレー(1527年頃-1612年)とアンソニー・モズレー(1537年頃-1607年)の兄弟がロンドンで布商人として成功した。ニコラスは1590年にロンドンのシェリフ、1599年から1600年にかけてはロンドン市長(Lord Mayor of London)も務め、1600年にナイトに叙されている。またマンチェスターに邸宅を購入した。
その孫であるエドワード・モズレー(1616–1657)は、スタッフォードシャーのロールストン(Rolleston)とマンチェスターに土地を所有し、1640年7月20日にはイングランド準男爵位(スタッフォード州におけるロールストンのモズレー)準男爵(Baronet "Mosley, of Rolleston in the County of Stafford")に叙せられた。内乱中には王党派として行動したため、1643年のミドルウィッチの戦いで議会軍の捕虜となった。その後内乱に関与しないことを条件に釈放され、共和国政府に罰金を支払って没収された財産を返還された。息子の2代準男爵エドワード・モズレー(1637年頃–1665年)は、1660年にランカシャーのハイシェリフを務め、1661年にはハルムの荘園を購入した。しかし子供がなかったため、準男爵位は彼の死とともに消滅した。財産の方は争いがあったものの、結局アンソニー・モズレー(1537年頃-1607年)の曽孫でアンコーツに土地を所有するオズワルド・モズレー(1639年-1726年頃)に相続が認められている。
その息子であるオズワルド・モズレー(1674年–1751年)は、1715年にスタッフォードシャーのハイシェリフを務め、1720年6月18日にグレートブリテン準男爵(スタッフォード州におけるロールストンのモズレー)準男爵(Baronet "Mosley, of Rolleston in the County of Stafford")に叙せられた。初代男爵の死後は長男オズワルド・モズレー(1705–1757)が2代準男爵、次男ジョン・モズレー(生年不詳-1779)が3代準男爵を継承したが、3代準男爵に子供がなかったため、この準男爵位も廃絶した。
その後、2代準男爵と3代準男爵のはとこにあたるジョン・パーカー・モズレー(1732–1798)がグレートブリテン準男爵位(ランカシャー州におけるアンコーツのモズレー)準男爵(Baronet "Mosley, of Ancoats in the County of Lancaster)に叙せられた。この準男爵位が2018年現在まで彼の男系男子によって継承されて現存している。
6代準男爵オズワルド・アーノルド・モズレー(1896–1980)は、イギリスファシスト連合の党首として知られる。彼の先妻は初代カーゾン侯ジョージ・カーゾン(1859-1925)の娘シンシア・モズレー(1898年–1933年)だった
。カーゾン侯が叙された爵位の一つレイブンズデール男爵は、カーゾン侯の2人の娘を特別継承者と規定しており、カーゾン侯の死後、彼の長女(シンシアの姉)メアリー・アイリーン・カーゾン(1896–1966)が2代女男爵を継承し、彼女の死後は、シンシアと6代準男爵の間の長男ニコラス・モズレー(1923-2017)が3代男爵を継承した。さらに1980年に6代準男爵が死去したことで7代準男爵位も継承した。以降アンコーツの準男爵位はレイブンズデール男爵と継承者を同じくしている。2018年現在の保持者は第4代レイブンズデール男爵・第8代準男爵ダニエル・モズレーである。

## 歴代当主

### ロールストンのモズレー準男爵 (1640年)
- 初代準男爵サー・エドワード・モズレー (Sir Edward Mosley, 1616年–1657年)
- 2代準男爵サー・エドワード・モズレー（英語版） (Sir Edward Mosley, 1637年頃–1665年)

### ロールストンのモズレー準男爵 (1720年)
- 初代準男爵サー・オズワルド・モズレー (Sir Oswald Mosley, 1674年–1751年)
- 2代準男爵サー・オズワルド・モズレー (Sir Oswald Mosley, 1705年–1757年)
- 3代準男爵サー・ジョン・モズレー (Sir John Mosley, 生年不詳-1779年)

### アンコーツのモズレー準男爵 (1781年)
- 初代準男爵サー・ジョン・パーカー・モズレー (Sir John Parker Mosley, 1732年–1798年)
- 2代準男爵サー・オズワルド・モズレー（英語版） (Sir Oswald Mosley, 2nd Baronet, 1785年–1871年)
- 3代準男爵サー・トンマン・モズレー (Sir Tonman Mosley, 1813年–1890年)
- 4代準男爵サー・オズワルド・モズレー（英語版） (Sir Oswald Mosley, 1848年–1915年)
- 5代準男爵サー・オズワルド・モズレー (Sir Oswald Mosley, 1873年–1928年)
- 6代準男爵サー・オズワルド・アーノルド・モズレー (Sir Oswald Ernald Mosley, 1896年–1980年)
- 7代準男爵/3代レイブンズデール男爵サー・ニコラス・モズレー (Sir Nicholas Mosley, 1923年–2017年) - 1966年にレイブンズデール男爵
- 8代準男爵/4代レイブンズデール男爵サー・ダニエル・ニコラス・モズレー (Sir Daniel Nicholas Mosley, 1982年-)

## 家系図
|                                                                      |                                                                      |                                                                      |                                                                      | エドワード・モズレー (生年不詳-1571年)                               |                                                                      | | | | | | |                                                                      |                                                    |                            |  |                                                |                                                |                                                |                                                |                                                |                                                |  |  |                                                       |                                                       |                                                       |                                                       |                                                       |                                                       |                    |  |  |  |
|                                                                      |                                                                      |                                                                      |                                                                      |                                                                      |                                                                      | | | | | | |                                                                      |                                                    |                            |  |                                                |                                                |                                                |                                                |                                                |                                                |  |  |                                                       |                                                       |                                                       |                                                       |                                                       |                                                       |                    |  |  |  |
|                                                                      |                                                                      |                                                                      |                                                                      |                                                                      |                                                                      | | | | | | |                                                                      |                                                    |                            |  |                                                |                                                |                                                |                                                |                                                |                                                |  |  |                                                       |                                                       |                                                       |                                                       |                                                       |                                                       |                    |  |  |  |
| ニコラス・モズレー (1527年頃-1612年)                                 | ニコラス・モズレー (1527年頃-1612年)                                 | ニコラス・モズレー (1527年頃-1612年)                                 | ニコラス・モズレー (1527年頃-1612年)                                 | ニコラス・モズレー (1527年頃-1612年)                                 | ニコラス・モズレー (1527年頃-1612年)                                 | | | アンソニー・モズレー (1537年頃-1607年)                                                                                  | アンソニー・モズレー (1537年頃-1607年)                                                                                  | アンソニー・モズレー (1537年頃-1607年)                                                                                  | アンソニー・モズレー (1537年頃-1607年)                                                                                  | アンソニー・モズレー (1537年頃-1607年)                               | アンソニー・モズレー (1537年頃-1607年)             |                            |  |                                                |                                                |                                                |                                                |                                                |                                                |  |  |                                                       |                                                       |                                                       |                                                       |                                                       |                                                       |                    |  |  |  |
| ニコラス・モズレー (1527年頃-1612年)                                 | ニコラス・モズレー (1527年頃-1612年)                                 | ニコラス・モズレー (1527年頃-1612年)                                 | ニコラス・モズレー (1527年頃-1612年)                                 | ニコラス・モズレー (1527年頃-1612年)                                 | ニコラス・モズレー (1527年頃-1612年)                                 | | | アンソニー・モズレー (1537年頃-1607年)                                                                                  | アンソニー・モズレー (1537年頃-1607年)                                                                                  | アンソニー・モズレー (1537年頃-1607年)                                                                                  | アンソニー・モズレー (1537年頃-1607年)                                                                                  | アンソニー・モズレー (1537年頃-1607年)                               | アンソニー・モズレー (1537年頃-1607年)             |                            |  |                                                |                                                |                                                |                                                |                                                |                                                |  |  |                                                       |                                                       |                                                       |                                                       |                                                       |                                                       |                    |  |  |  |
| ローランド・モズレー (生年不詳-1617年)                               | ローランド・モズレー (生年不詳-1617年)                               | ローランド・モズレー (生年不詳-1617年)                               | ローランド・モズレー (生年不詳-1617年)                               | ローランド・モズレー (生年不詳-1617年)                               | ローランド・モズレー (生年不詳-1617年)                               | | | オズワルド・モズレー (1583年頃-1630年)                                                                                  | オズワルド・モズレー (1583年頃-1630年)                                                                                  | オズワルド・モズレー (1583年頃-1630年)                                                                                  | オズワルド・モズレー (1583年頃-1630年)                                                                                  | オズワルド・モズレー (1583年頃-1630年)                               | オズワルド・モズレー (1583年頃-1630年)             |                            |  |                                                |                                                |                                                |                                                |                                                |                                                |  |  |                                                       |                                                       |                                                       |                                                       |                                                       |                                                       |                    |  |  |  |
| ローランド・モズレー (生年不詳-1617年)                               | ローランド・モズレー (生年不詳-1617年)                               | ローランド・モズレー (生年不詳-1617年)                               | ローランド・モズレー (生年不詳-1617年)                               | ローランド・モズレー (生年不詳-1617年)                               | ローランド・モズレー (生年不詳-1617年)                               | | | オズワルド・モズレー (1583年頃-1630年)                                                                                  | オズワルド・モズレー (1583年頃-1630年)                                                                                  | オズワルド・モズレー (1583年頃-1630年)                                                                                  | オズワルド・モズレー (1583年頃-1630年)                                                                                  | オズワルド・モズレー (1583年頃-1630年)                               | オズワルド・モズレー (1583年頃-1630年)             |                            |  |                                                |                                                |                                                |                                                |                                                |                                                |  |  |                                                       |                                                       |                                                       |                                                       |                                                       |                                                       |                    |  |  |  |
| 1640年(ロールストンの)準男爵                                         |                                                                      |                                                                      |                                                                      |                                                                      |                                                                      | | | | | | |                                                                      |                                                    |                            |  |                                                |                                                |                                                |                                                |                                                |                                                |  |  |                                                       |                                                       |                                                       |                                                       |                                                       |                                                       |                    |  |  |  |
| 初代準男爵 エドワード・モズレー (1616年-1657年頃)                    | 初代準男爵 エドワード・モズレー (1616年-1657年頃)                    | 初代準男爵 エドワード・モズレー (1616年-1657年頃)                    | 初代準男爵 エドワード・モズレー (1616年-1657年頃)                    | 初代準男爵 エドワード・モズレー (1616年-1657年頃)                    | 初代準男爵 エドワード・モズレー (1616年-1657年頃)                    | | | ニコラス・モズレー (1611年頃-1672年頃)                                                                                  | ニコラス・モズレー (1611年頃-1672年頃)                                                                                  | ニコラス・モズレー (1611年頃-1672年頃)                                                                                  | ニコラス・モズレー (1611年頃-1672年頃)                                                                                  | ニコラス・モズレー (1611年頃-1672年頃)                               | ニコラス・モズレー (1611年頃-1672年頃)             |                            |  |                                                |                                                |                                                |                                                |                                                |                                                |  |  |                                                       |                                                       |                                                       |                                                       |                                                       |                                                       |                    |  |  |  |
| 初代準男爵 エドワード・モズレー (1616年-1657年頃)                    | 初代準男爵 エドワード・モズレー (1616年-1657年頃)                    | 初代準男爵 エドワード・モズレー (1616年-1657年頃)                    | 初代準男爵 エドワード・モズレー (1616年-1657年頃)                    | 初代準男爵 エドワード・モズレー (1616年-1657年頃)                    | 初代準男爵 エドワード・モズレー (1616年-1657年頃)                    | | | ニコラス・モズレー (1611年頃-1672年頃)                                                                                  | ニコラス・モズレー (1611年頃-1672年頃)                                                                                  | ニコラス・モズレー (1611年頃-1672年頃)                                                                                  | ニコラス・モズレー (1611年頃-1672年頃)                                                                                  | ニコラス・モズレー (1611年頃-1672年頃)                               | ニコラス・モズレー (1611年頃-1672年頃)             |                            |  |                                                |                                                |                                                |                                                |                                                |                                                |  |  |                                                       |                                                       |                                                       |                                                       |                                                       |                                                       |                    |  |  |  |
|                                                                      |                                                                      |                                                                      |                                                                      |                                                                      |                                                                      | | | | | | |                                                                      |                                                    |                            |  |                                                |                                                |                                                |                                                |                                                |                                                |  |  |                                                       |                                                       |                                                       |                                                       |                                                       |                                                       |                    |  |  |  |
| 2代準男爵 エドワード・モズレー (1639年頃-1665年)                     | 2代準男爵 エドワード・モズレー (1639年頃-1665年)                     | 2代準男爵 エドワード・モズレー (1639年頃-1665年)                     | 2代準男爵 エドワード・モズレー (1639年頃-1665年)                     | 2代準男爵 エドワード・モズレー (1639年頃-1665年)                     | 2代準男爵 エドワード・モズレー (1639年頃-1665年)                     | | | オズワルド・モズレー (1639年-1726年頃)                                                                                  | オズワルド・モズレー (1639年-1726年頃)                                                                                  | オズワルド・モズレー (1639年-1726年頃)                                                                                  | オズワルド・モズレー (1639年-1726年頃)                                                                                  | オズワルド・モズレー (1639年-1726年頃)                               | オズワルド・モズレー (1639年-1726年頃)             |                            |  | ニコラス・モズレー (生年不詳-1697年頃)         | ニコラス・モズレー (生年不詳-1697年頃)         | ニコラス・モズレー (生年不詳-1697年頃)         | ニコラス・モズレー (生年不詳-1697年頃)         | ニコラス・モズレー (生年不詳-1697年頃)         | ニコラス・モズレー (生年不詳-1697年頃)         |  |  |                                                       |                                                       |                                                       |                                                       |                                                       |                                                       |                    |  |  |  |
| 2代準男爵 エドワード・モズレー (1639年頃-1665年)                     | 2代準男爵 エドワード・モズレー (1639年頃-1665年)                     | 2代準男爵 エドワード・モズレー (1639年頃-1665年)                     | 2代準男爵 エドワード・モズレー (1639年頃-1665年)                     | 2代準男爵 エドワード・モズレー (1639年頃-1665年)                     | 2代準男爵 エドワード・モズレー (1639年頃-1665年)                     | (ロールストンの)準男爵廃絶                                                                                              | | オズワルド・モズレー (1639年-1726年頃)                                                                                  | オズワルド・モズレー (1639年-1726年頃)                                                                                  | オズワルド・モズレー (1639年-1726年頃)                                                                                  | オズワルド・モズレー (1639年-1726年頃)                                                                                  | オズワルド・モズレー (1639年-1726年頃)                               | オズワルド・モズレー (1639年-1726年頃)             |                            |  | ニコラス・モズレー (生年不詳-1697年頃)         | ニコラス・モズレー (生年不詳-1697年頃)         | ニコラス・モズレー (生年不詳-1697年頃)         | ニコラス・モズレー (生年不詳-1697年頃)         | ニコラス・モズレー (生年不詳-1697年頃)         | ニコラス・モズレー (生年不詳-1697年頃)         |  |  |                                                       |                                                       |                                                       |                                                       |                                                       |                                                       |                    |  |  |  |
|                                                                      |                                                                      |                                                                      |                                                                      |                                                                      |                                                                      | | | 1720年(ロールストンの)準男爵                                                                                            | | | |                                                                      |                                                    |                            |  |                                                |                                                |                                                |                                                |                                                |                                                |  |  |                                                       |                                                       |                                                       |                                                       |                                                       |                                                       |                    |  |  |  |
|                                                                      |                                                                      |                                                                      |                                                                      |                                                                      |                                                                      | | | 初代準男爵 オズワルド・モズレー (1674年-1751年)                                                                         | 初代準男爵 オズワルド・モズレー (1674年-1751年)                                                                         | 初代準男爵 オズワルド・モズレー (1674年-1751年)                                                                         | 初代準男爵 オズワルド・モズレー (1674年-1751年)                                                                         | 初代準男爵 オズワルド・モズレー (1674年-1751年)                      | 初代準男爵 オズワルド・モズレー (1674年-1751年)    |                            |  | ニコラス・モズレー (1693年頃-1735年頃)         | ニコラス・モズレー (1693年頃-1735年頃)         | ニコラス・モズレー (1693年頃-1735年頃)         | ニコラス・モズレー (1693年頃-1735年頃)         | ニコラス・モズレー (1693年頃-1735年頃)         | ニコラス・モズレー (1693年頃-1735年頃)         |  |  |                                                       |                                                       |                                                       |                                                       |                                                       |                                                       |                    |  |  |  |
|                                                                      |                                                                      |                                                                      |                                                                      |                                                                      |                                                                      | | | 初代準男爵 オズワルド・モズレー (1674年-1751年)                                                                         | 初代準男爵 オズワルド・モズレー (1674年-1751年)                                                                         | 初代準男爵 オズワルド・モズレー (1674年-1751年)                                                                         | 初代準男爵 オズワルド・モズレー (1674年-1751年)                                                                         | 初代準男爵 オズワルド・モズレー (1674年-1751年)                      | 初代準男爵 オズワルド・モズレー (1674年-1751年)    |                            |  | ニコラス・モズレー (1693年頃-1735年頃)         | ニコラス・モズレー (1693年頃-1735年頃)         | ニコラス・モズレー (1693年頃-1735年頃)         | ニコラス・モズレー (1693年頃-1735年頃)         | ニコラス・モズレー (1693年頃-1735年頃)         | ニコラス・モズレー (1693年頃-1735年頃)         |  |  |                                                       |                                                       |                                                       |                                                       |                                                       |                                                       |                    |  |  |  |
|                                                                      |                                                                      |                                                                      |                                                                      |                                                                      |                                                                      | | | | | | |                                                                      |                                                    |                            |  |                                                |                                                |                                                |                                                |                                                |                                                |  |  |                                                       |                                                       |                                                       |                                                       |                                                       |                                                       |                    |  |  |  |
|                                                                      |                                                                      |                                                                      |                                                                      |                                                                      |                                                                      | | | | | | |                                                                      |                                                    |                            |  | 1781年(アンコーツの)準男爵                     |                                                |                                                |                                                |                                                |                                                |  |  |                                                       |                                                       |                                                       |                                                       |                                                       |                                                       |                    |  |  |  |
| 2代準男爵 オズワルド・モズレー (1705年-1757年)                       | 2代準男爵 オズワルド・モズレー (1705年-1757年)                       | 2代準男爵 オズワルド・モズレー (1705年-1757年)                       | 2代準男爵 オズワルド・モズレー (1705年-1757年)                       | 2代準男爵 オズワルド・モズレー (1705年-1757年)                       | 2代準男爵 オズワルド・モズレー (1705年-1757年)                       | | | 3代準男爵 ジョン・モズレー (生年不詳-1779年)                                                                            | 3代準男爵 ジョン・モズレー (生年不詳-1779年)                                                                            | 3代準男爵 ジョン・モズレー (生年不詳-1779年)                                                                            | 3代準男爵 ジョン・モズレー (生年不詳-1779年)                                                                            | 3代準男爵 ジョン・モズレー (生年不詳-1779年)                         | 3代準男爵 ジョン・モズレー (生年不詳-1779年)       |                            |  | 初代準男爵 ジョン・モズレー (1732年-1798年)    | 初代準男爵 ジョン・モズレー (1732年-1798年)    | 初代準男爵 ジョン・モズレー (1732年-1798年)    | 初代準男爵 ジョン・モズレー (1732年-1798年)    | 初代準男爵 ジョン・モズレー (1732年-1798年)    | 初代準男爵 ジョン・モズレー (1732年-1798年)    |  |  |                                                       |                                                       |                                                       |                                                       |                                                       |                                                       |                    |  |  |  |
| 2代準男爵 オズワルド・モズレー (1705年-1757年)                       | 2代準男爵 オズワルド・モズレー (1705年-1757年)                       | 2代準男爵 オズワルド・モズレー (1705年-1757年)                       | 2代準男爵 オズワルド・モズレー (1705年-1757年)                       | 2代準男爵 オズワルド・モズレー (1705年-1757年)                       | 2代準男爵 オズワルド・モズレー (1705年-1757年)                       | | | 3代準男爵 ジョン・モズレー (生年不詳-1779年)                                                                            | 3代準男爵 ジョン・モズレー (生年不詳-1779年)                                                                            | 3代準男爵 ジョン・モズレー (生年不詳-1779年)                                                                            | 3代準男爵 ジョン・モズレー (生年不詳-1779年)                                                                            | 3代準男爵 ジョン・モズレー (生年不詳-1779年)                         | 3代準男爵 ジョン・モズレー (生年不詳-1779年)       | (ロールストンの)準男爵廃絶 |  | 初代準男爵 ジョン・モズレー (1732年-1798年)    | 初代準男爵 ジョン・モズレー (1732年-1798年)    | 初代準男爵 ジョン・モズレー (1732年-1798年)    | 初代準男爵 ジョン・モズレー (1732年-1798年)    | 初代準男爵 ジョン・モズレー (1732年-1798年)    | 初代準男爵 ジョン・モズレー (1732年-1798年)    |  |  |                                                       |                                                       |                                                       |                                                       |                                                       |                                                       |                    |  |  |  |
|                                                                      |                                                                      |                                                                      |                                                                      |                                                                      |                                                                      | | | | | | |                                                                      |                                                    |                            |  | オズワルド・モズレー (1761年-1789年)           |                                                |                                                |                                                |                                                |                                                |  |  |                                                       |                                                       |                                                       |                                                       |                                                       |                                                       |                    |  |  |  |
|                                                                      |                                                                      |                                                                      |                                                                      |                                                                      |                                                                      | | | | | | |                                                                      |                                                    |                            |  |                                                |                                                |                                                |                                                |                                                |                                                |  |  |                                                       |                                                       |                                                       |                                                       |                                                       |                                                       |                    |  |  |  |
|                                                                      |                                                                      |                                                                      |                                                                      |                                                                      |                                                                      | | | | | | |                                                                      |                                                    |                            |  | 2代準男爵 オズワルド・モズレー (1785年-1871年) |                                                |                                                |                                                |                                                |                                                |  |  |                                                       |                                                       |                                                       |                                                       |                                                       |                                                       |                    |  |  |  |
|                                                                      |                                                                      |                                                                      |                                                                      |                                                                      |                                                                      | | | | | | |                                                                      |                                                    |                            |  |                                                |                                                |                                                |                                                |                                                |                                                |  |  |                                                       |                                                       |                                                       |                                                       |                                                       |                                                       |                    |  |  |  |
|                                                                      |                                                                      |                                                                      |                                                                      |                                                                      |                                                                      | | | | | | |                                                                      |                                                    |                            |  | 3代準男爵 トンマン・モズレー (1813年–1890年)   |                                                |                                                |                                                |                                                |                                                |  |  |                                                       |                                                       |                                                       |                                                       |                                                       |                                                       |                    |  |  |  |
|                                                                      |                                                                      |                                                                      |                                                                      | スカーズデール男爵 カーゾン家から                                    |                                                                      | | | | | | |                                                                      |                                                    |                            |  |                                                |                                                |                                                |                                                |                                                |                                                |  |  |                                                       |                                                       |                                                       |                                                       |                                                       |                                                       |                    |  |  |  |
|                                                                      |                                                                      |                                                                      |                                                                      |                                                                      |                                                                      | | | | | | |                                                                      |                                                    |                            |  |                                                |                                                |                                                |                                                |                                                |                                                |  |  |                                                       |                                                       |                                                       |                                                       |                                                       |                                                       |                    |  |  |  |
|                                                                      |                                                                      |                                                                      |                                                                      |                                                                      |                                                                      | | | | | | |                                                                      |                                                    |                            |  |                                                |                                                |                                                |                                                |                                                |                                                |  |  | 1916年アンスロー男爵                                  |                                                       |                                                       |                                                       |                                                       |                                                       |                    |  |  |  |
|                                                                      |                                                                      |                                                                      |                                                                      | 4代スカーズデール男爵 アルフレッド・カーゾン (1831年-1916年)         | 4代スカーズデール男爵 アルフレッド・カーゾン (1831年-1916年)         | 4代スカーズデール男爵 アルフレッド・カーゾン (1831年-1916年)                                                            | 4代スカーズデール男爵 アルフレッド・カーゾン (1831年-1916年)                                                            | 4代スカーズデール男爵 アルフレッド・カーゾン (1831年-1916年)                                                            | 4代スカーズデール男爵 アルフレッド・カーゾン (1831年-1916年)                                                            | | |                                                                      |                                                    |                            |  | 4代準男爵 オズワルド・モズレー (1848年–1915年) | 4代準男爵 オズワルド・モズレー (1848年–1915年) | 4代準男爵 オズワルド・モズレー (1848年–1915年) | 4代準男爵 オズワルド・モズレー (1848年–1915年) | 4代準男爵 オズワルド・モズレー (1848年–1915年) | 4代準男爵 オズワルド・モズレー (1848年–1915年) |  |  | 初代アンスロー男爵 トンマン・モズレー (1850年-1933年) | 初代アンスロー男爵 トンマン・モズレー (1850年-1933年) | 初代アンスロー男爵 トンマン・モズレー (1850年-1933年) | 初代アンスロー男爵 トンマン・モズレー (1850年-1933年) | 初代アンスロー男爵 トンマン・モズレー (1850年-1933年) | 初代アンスロー男爵 トンマン・モズレー (1850年-1933年) |                    |  |  |  |
|                                                                      |                                                                      |                                                                      |                                                                      | 4代スカーズデール男爵 アルフレッド・カーゾン (1831年-1916年)         | 4代スカーズデール男爵 アルフレッド・カーゾン (1831年-1916年)         | 4代スカーズデール男爵 アルフレッド・カーゾン (1831年-1916年)                                                            | 4代スカーズデール男爵 アルフレッド・カーゾン (1831年-1916年)                                                            | 4代スカーズデール男爵 アルフレッド・カーゾン (1831年-1916年)                                                            | 4代スカーズデール男爵 アルフレッド・カーゾン (1831年-1916年)                                                            | | |                                                                      |                                                    |                            |  | 4代準男爵 オズワルド・モズレー (1848年–1915年) | 4代準男爵 オズワルド・モズレー (1848年–1915年) | 4代準男爵 オズワルド・モズレー (1848年–1915年) | 4代準男爵 オズワルド・モズレー (1848年–1915年) | 4代準男爵 オズワルド・モズレー (1848年–1915年) | 4代準男爵 オズワルド・モズレー (1848年–1915年) |  |  | 初代アンスロー男爵 トンマン・モズレー (1850年-1933年) | 初代アンスロー男爵 トンマン・モズレー (1850年-1933年) | 初代アンスロー男爵 トンマン・モズレー (1850年-1933年) | 初代アンスロー男爵 トンマン・モズレー (1850年-1933年) | 初代アンスロー男爵 トンマン・モズレー (1850年-1933年) | 初代アンスロー男爵 トンマン・モズレー (1850年-1933年) | アンスロー男爵廃絶 |  |  |  |
|                                                                      |                                                                      |                                                                      |                                                                      |                                                                      |                                                                      | | | | | | |                                                                      |                                                    |                            |  |                                                |                                                |                                                |                                                |                                                |                                                |  |  |                                                       |                                                       |                                                       |                                                       |                                                       |                                                       |                    |  |  |  |
| 1911年レイブンズデール男爵 1911年スカーズデール子爵 1921年カーゾン侯 | 1911年レイブンズデール男爵 1911年スカーズデール子爵 1921年カーゾン侯 | 1911年レイブンズデール男爵 1911年スカーズデール子爵 1921年カーゾン侯 | 1911年レイブンズデール男爵 1911年スカーズデール子爵 1921年カーゾン侯 | 1911年レイブンズデール男爵 1911年スカーズデール子爵 1921年カーゾン侯 | 1911年レイブンズデール男爵 1911年スカーズデール子爵 1921年カーゾン侯 | | | スカーズデール子爵 スカーズデール男爵 カーゾン家へ                                                                      | スカーズデール子爵 スカーズデール男爵 カーゾン家へ                                                                      | スカーズデール子爵 スカーズデール男爵 カーゾン家へ                                                                      | スカーズデール子爵 スカーズデール男爵 カーゾン家へ                                                                      | スカーズデール子爵 スカーズデール男爵 カーゾン家へ                   | スカーズデール子爵 スカーズデール男爵 カーゾン家へ |                            |  |                                                |                                                |                                                |                                                |                                                |                                                |  |  |                                                       |                                                       |                                                       |                                                       |                                                       |                                                       |                    |  |  |  |
| 1911年レイブンズデール男爵 1911年スカーズデール子爵 1921年カーゾン侯 | 1911年レイブンズデール男爵 1911年スカーズデール子爵 1921年カーゾン侯 | 1911年レイブンズデール男爵 1911年スカーズデール子爵 1921年カーゾン侯 | 1911年レイブンズデール男爵 1911年スカーズデール子爵 1921年カーゾン侯 | 1911年レイブンズデール男爵 1911年スカーズデール子爵 1921年カーゾン侯 | 1911年レイブンズデール男爵 1911年スカーズデール子爵 1921年カーゾン侯 | 初代カーゾン侯 初代スカーズデール子爵 5代スカーズデール男爵 初代レイブンズデール男爵 ジョージ・カーゾン (1859年-1925年) | 初代カーゾン侯 初代スカーズデール子爵 5代スカーズデール男爵 初代レイブンズデール男爵 ジョージ・カーゾン (1859年-1925年) | 初代カーゾン侯 初代スカーズデール子爵 5代スカーズデール男爵 初代レイブンズデール男爵 ジョージ・カーゾン (1859年-1925年) | 初代カーゾン侯 初代スカーズデール子爵 5代スカーズデール男爵 初代レイブンズデール男爵 ジョージ・カーゾン (1859年-1925年) | 初代カーゾン侯 初代スカーズデール子爵 5代スカーズデール男爵 初代レイブンズデール男爵 ジョージ・カーゾン (1859年-1925年) | 初代カーゾン侯 初代スカーズデール子爵 5代スカーズデール男爵 初代レイブンズデール男爵 ジョージ・カーゾン (1859年-1925年) | スカーズデール子爵 スカーズデール男爵 カーゾン家へ                   | スカーズデール子爵 スカーズデール男爵 カーゾン家へ |                            |  |                                                |                                                |                                                |                                                |                                                |                                                |  |  | 5代準男爵 オズワルド・モズレー (1873年–1928年)        | 5代準男爵 オズワルド・モズレー (1873年–1928年)        | 5代準男爵 オズワルド・モズレー (1873年–1928年)        | 5代準男爵 オズワルド・モズレー (1873年–1928年)        | 5代準男爵 オズワルド・モズレー (1873年–1928年)        | 5代準男爵 オズワルド・モズレー (1873年–1928年)        |                    |  |  |  |
| カーゾン侯廃絶                                                       |                                                                      |                                                                      |                                                                      |                                                                      |                                                                      | 初代カーゾン侯 初代スカーズデール子爵 5代スカーズデール男爵 初代レイブンズデール男爵 ジョージ・カーゾン (1859年-1925年) | 初代カーゾン侯 初代スカーズデール子爵 5代スカーズデール男爵 初代レイブンズデール男爵 ジョージ・カーゾン (1859年-1925年) | 初代カーゾン侯 初代スカーズデール子爵 5代スカーズデール男爵 初代レイブンズデール男爵 ジョージ・カーゾン (1859年-1925年) | 初代カーゾン侯 初代スカーズデール子爵 5代スカーズデール男爵 初代レイブンズデール男爵 ジョージ・カーゾン (1859年-1925年) | 初代カーゾン侯 初代スカーズデール子爵 5代スカーズデール男爵 初代レイブンズデール男爵 ジョージ・カーゾン (1859年-1925年) | 初代カーゾン侯 初代スカーズデール子爵 5代スカーズデール男爵 初代レイブンズデール男爵 ジョージ・カーゾン (1859年-1925年) |                                                                      |                                                    |                            |  |                                                |                                                |                                                |                                                |                                                |                                                |  |  | 5代準男爵 オズワルド・モズレー (1873年–1928年)        | 5代準男爵 オズワルド・モズレー (1873年–1928年)        | 5代準男爵 オズワルド・モズレー (1873年–1928年)        | 5代準男爵 オズワルド・モズレー (1873年–1928年)        | 5代準男爵 オズワルド・モズレー (1873年–1928年)        | 5代準男爵 オズワルド・モズレー (1873年–1928年)        |                    |  |  |  |
|                                                                      |                                                                      |                                                                      |                                                                      |                                                                      |                                                                      | | | | | | |                                                                      |                                                    |                            |  |                                                |                                                |                                                |                                                |                                                |                                                |  |  |                                                       |                                                       |                                                       |                                                       |                                                       |                                                       |                    |  |  |  |
|                                                                      |                                                                      |                                                                      |                                                                      |                                                                      |                                                                      | | | | | | |                                                                      |                                                    |                            |  |                                                |                                                |                                                |                                                |                                                |                                                |  |  |                                                       |                                                       |                                                       |                                                       |                                                       |                                                       |                    |  |  |  |
| 2代レイブンズデール女男爵 アイリーン・カーゾン (1896年-1966年)       | 2代レイブンズデール女男爵 アイリーン・カーゾン (1896年-1966年)       | 2代レイブンズデール女男爵 アイリーン・カーゾン (1896年-1966年)       | 2代レイブンズデール女男爵 アイリーン・カーゾン (1896年-1966年)       | 2代レイブンズデール女男爵 アイリーン・カーゾン (1896年-1966年)       | 2代レイブンズデール女男爵 アイリーン・カーゾン (1896年-1966年)       | | | シンシア・モズレー (1898年–1933年)                                                                                      | シンシア・モズレー (1898年–1933年)                                                                                      | シンシア・モズレー (1898年–1933年)                                                                                      | シンシア・モズレー (1898年–1933年)                                                                                      | シンシア・モズレー (1898年–1933年)                                   | シンシア・モズレー (1898年–1933年)                 |                            |  | 6代準男爵 オズワルド・モズレー (1896年–1980年) | 6代準男爵 オズワルド・モズレー (1896年–1980年) | 6代準男爵 オズワルド・モズレー (1896年–1980年) | 6代準男爵 オズワルド・モズレー (1896年–1980年) | 6代準男爵 オズワルド・モズレー (1896年–1980年) | 6代準男爵 オズワルド・モズレー (1896年–1980年) |  |  |                                                       |                                                       |                                                       |                                                       |                                                       |                                                       |                    |  |  |  |
| 2代レイブンズデール女男爵 アイリーン・カーゾン (1896年-1966年)       | 2代レイブンズデール女男爵 アイリーン・カーゾン (1896年-1966年)       | 2代レイブンズデール女男爵 アイリーン・カーゾン (1896年-1966年)       | 2代レイブンズデール女男爵 アイリーン・カーゾン (1896年-1966年)       | 2代レイブンズデール女男爵 アイリーン・カーゾン (1896年-1966年)       | 2代レイブンズデール女男爵 アイリーン・カーゾン (1896年-1966年)       | | | シンシア・モズレー (1898年–1933年)                                                                                      | シンシア・モズレー (1898年–1933年)                                                                                      | シンシア・モズレー (1898年–1933年)                                                                                      | シンシア・モズレー (1898年–1933年)                                                                                      | シンシア・モズレー (1898年–1933年)                                   | シンシア・モズレー (1898年–1933年)                 |                            |  | 6代準男爵 オズワルド・モズレー (1896年–1980年) | 6代準男爵 オズワルド・モズレー (1896年–1980年) | 6代準男爵 オズワルド・モズレー (1896年–1980年) | 6代準男爵 オズワルド・モズレー (1896年–1980年) | 6代準男爵 オズワルド・モズレー (1896年–1980年) | 6代準男爵 オズワルド・モズレー (1896年–1980年) |  |  |                                                       |                                                       |                                                       |                                                       |                                                       |                                                       |                    |  |  |  |
|                                                                      |                                                                      |                                                                      |                                                                      |                                                                      |                                                                      | | | | | | |                                                                      |                                                    |                            |  |                                                |                                                |                                                |                                                |                                                |                                                |  |  |                                                       |                                                       |                                                       |                                                       |                                                       |                                                       |                    |  |  |  |
|                                                                      |                                                                      |                                                                      |                                                                      |                                                                      |                                                                      | | | | | | | 3代レイブンズデール男爵 7代準男爵 ニコラス・モズレー (1923年–2017年) |                                                    |                            |  |                                                |                                                |                                                |                                                |                                                |                                                |  |  |                                                       |                                                       |                                                       |                                                       |                                                       |                                                       |                    |  |  |  |
|                                                                      |                                                                      |                                                                      |                                                                      |                                                                      |                                                                      | | | | | | |                                                                      |                                                    |                            |  |                                                |                                                |                                                |                                                |                                                |                                                |  |  |                                                       |                                                       |                                                       |                                                       |                                                       |                                                       |                    |  |  |  |
|                                                                      |                                                                      |                                                                      |                                                                      |                                                                      |                                                                      | | | | | | | ショーン・モズレー (1949年-2009年)                                   |                                                    |                            |  |                                                |                                                |                                                |                                                |                                                |                                                |  |  |                                                       |                                                       |                                                       |                                                       |                                                       |                                                       |                    |  |  |  |
|                                                                      |                                                                      |                                                                      |                                                                      |                                                                      |                                                                      | | | | | | |                                                                      |                                                    |                            |  |                                                |                                                |                                                |                                                |                                                |                                                |  |  |                                                       |                                                       |                                                       |                                                       |                                                       |                                                       |                    |  |  |  |
|                                                                      |                                                                      |                                                                      |                                                                      |                                                                      |                                                                      | | | | | | | 4代レイブンズデール男爵 8代準男爵 ダニエル・モズレー (1982年–)       |                                                    |                            |  |                                                |                                                |                                                |                                                |                                                |                                                |  |  |                                                       |                                                       |                                                       |                                                       |                                                       |                                                       |                    |  |  |  |